# Junín (município)
Junín é um partido (município) da província de Buenos Aires, na Argentina. Possuía, de acordo com estimativa de 2019, 93.329 habitantes.